# Chardeneux
Chardeneux is een dorp in de Belgische provincie Namen. Het ligt in Bonsin, een deelgemeente van Somme-Leuze. Chardeneux ligt een kilometer ten westen van het centrum van Bonsin. Het dorpje staat op de lijst van Les Plus Beaux Villages de Wallonie.

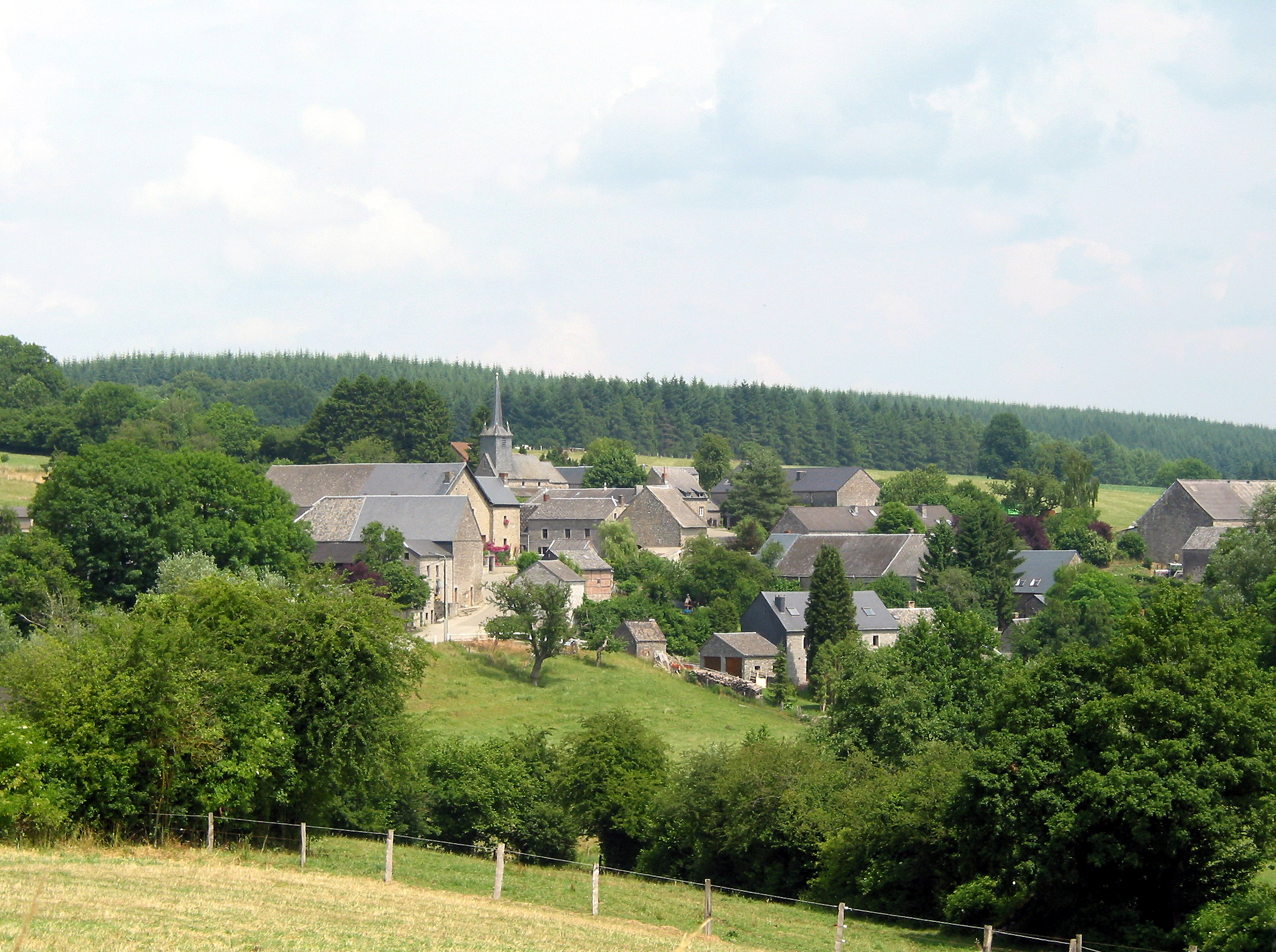
Zicht op Chardeneux

## Geschiedenis
Op de Ferrariskaart uit de jaren 1770 staat de plaats weergegeven als het dorpje Cherdeneu, net ten westen van het dorpje Bon Saint, in het prinsbisdom Luik.
Op het eind van het ancien régime werd Chardeneux een gemeente, maar deze werd in 1811 al opgeheven en net als het opgeheven Borlon aangehecht bij Bonsin.

## Bezienswaardigheden
- de Église de la Nativité de Notre-Dame

Deelgemeenten: Baillonville · Bonsin · Heure-en-Famenne · Hogne · Nettinne · Noiseux · Sinsin · Somme-Leuze · Waillet

Overige dorpen: Chardeneux · Fourneau · Mehogne · Moressée · Rabosée · Sinsin-Grande · Sinsin-Petite · Somal

Belgische gemeenten · arrondissement Dinant · provincie Namen · Wallonië